# OR Близнецов
OR Близнецов (лат. OR Geminorum) — двойная затменная переменная звезда типа Алголя (EA:) в созвездии Близнецов на расстоянии (вычисленном из значения параллакса) приблизительно 9 947 световых лет (около 3 050 парсек) от Солнца. Видимая звёздная величина звезды — от +14m до +13,5m. Орбитальный период — около 2,0293 суток. Возраст звезды определён как около 580 млн лет.
Открыта Куно Хофмейстером в 1967 году.

## Характеристики
Первый компонент — белая звезда спектрального класса A. Масса — около 2,28 солнечных, радиус — около 4,34 солнечных. Эффективная температура — около 9316 К.